# Digama spilosoma
Digama spilosoma är en fjärilsart som beskrevs av Felder 1874. Digama spilosoma ingår i släktet Digama och familjen björnspinnare. Inga underarter finns listade i Catalogue of Life.